# Festival de Cannes 2013
Le Festival de Cannes 2013, 66e édition du festival, a lieu du 15 au 26 mai 2013 au palais des festivals. La maîtresse de cérémonie est l’actrice Audrey Tautou et le président du jury est le réalisateur et producteur américain Steven Spielberg.
La Vie d'Adèle d'Abdellatif Kechiche remporte la Palme d’or. Le jury associe exceptionnellement les actrices Adèle Exarchopoulos et Léa Seydoux à cette récompense habituellement décernée au réalisateur.

## Déroulement et faits marquants

Logo du festival de Cannes 2013.

Dès le mois de janvier 2013, l'organisation du festival indique que l'Inde sera cette année le pays à l'honneur, après le Brésil et l'Égypte, à l'occasion du centenaire de la naissance de son cinéma.
Le 5 février 2013, les organisateurs annoncent que Jane Campion — seule femme lauréate de la Palme d'or (pour La Leçon de piano), première réalisatrice détentrice de la Palme d'or du court métrage (pour An Exercise in Discipline - Peel) et par ailleurs unique personnalité du cinéma à avoir reçu ces deux distinctions — présidera le jury des courts métrages et de la Cinéfondation. C'est également la première fois que le nom du président du jury des longs métrages n'est pas annoncé en premier.
Dans la nuit du 28 février 2013, la direction du festival annonce, sur son compte Twitter, que le réalisateur et producteur américain Steven Spielberg présidera le jury des longs métrages. Souvent sollicité par le passé pour assurer cette fonction mais jamais disponible, le cinéaste donne un accord de principe dès 2011, se libère spécialement pour l'édition 2013 et déclare dans un communiqué : « Mon admiration pour la façon inébranlable dont le Festival de Cannes défend le cinéma international est totale. Car Cannes est le plus prestigieux de tous les festivals, ce qui lui permet de continuer à affirmer que le cinéma est un art qui transcende les cultures et les générations. »

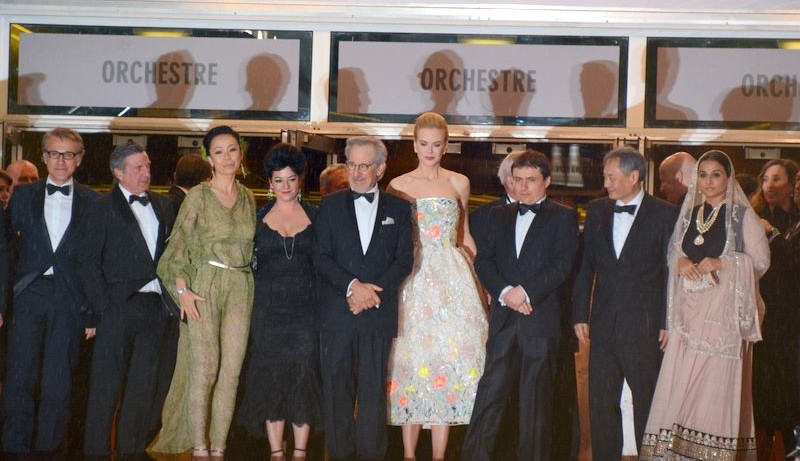
Le jury de la sélection longs métrages.

En attendant la sélection officielle — pour laquelle de nombreux films sont répétitivement cités — qui doit être en principe annoncée le 18 avril, les responsables du festival présentent le 22 mars l'affiche de la 66e édition représentant une photo de Paul Newman et Joanne Woodward, tête bêche et s'embrassant, datant des années 1960.
Le 16 avril 2013, la sélection des courts métrages est annoncée deux jours avant la sélection officielle des films en compétition dévoilée le 18 avril lors d'une conférence de presse tenue à l'UGC Normandie à Paris. Elle regroupe à cette date dix-neuf longs métrages (dont six films français et quatre américains) retenus par les comités de sélection parmi les 1 858 films visionnés depuis juin 2012, les organisateurs ayant déclaré que la liste n'était pas définitivement close et que d'autres films pourraient s'y ajouter, notamment dans la section « Un certain regard ». Le comité d'organisation annonce également à cette occasion qu'un hommage spécial sera rendu par le festival à Jerry Lewis avec la projection de son dernier film, Max Rose de Daniel Noah. Ainsi, le 26 avril le comité annonce la sélection de Only Lovers Left Alive de Jim Jarmusch en compétition pour la Palme d'or.
Le festival accueille cette année plusieurs œuvres télévisuelles, comme en 2010 avec la série Carlos (hors-compétition). En plus du téléfilm Muhammad Ali's Greatest Fight de Stephen Frears et de la mini-série Top of the Lake de Jane Campion (présentée en début d'année lors du 29e festival de Sundance et du 63e festival de Berlin), tous deux diffusés au cours de séances spéciales, le téléfilm de Steven Soderbergh, Ma vie avec Liberace, est pour la première fois présenté en compétition.
Le troisième jour du festival est marqué par deux événements. D'une part, le vol d'une parure d'une valeur estimée de 1,4 million de dollars appartenant au joailler Chopard, fournisseur de la Palme d'or et des bijoux prêtés aux personnalités en sécurité dans la « forteresse » du Martinez, a été commis dans la chambre du Novotel d'une collaboratrice de la maison, version édulcorée de La Main au collet où les voleurs opéraient au Carlton. D'autre part, alors que Le Grand Journal accueille Daniel Auteuil et Christoph Waltz, des détonations retentissent et le plateau est évacué en direct, interrompant l'émission quelques minutes. L'action est due à un homme ayant tiré deux balles à blanc, provoquant ainsi la panique dans la foule environnante.
Gilles Jacob annonce sur Twitter le 23 mai 2013, que ce sera l'actrice américaine et membre du jury lors du Festival de Cannes 2011, Uma Thurman, qui remettra la Palme d'or. Invitée d'honneur de cette édition, l'actrice américaine Kim Novak vient présenter la copie restaurée du film Sueurs froides (1958) d'Alfred Hitchcock. Elle reçoit une ovation debout lorsqu'elle arrive sur scène pour remettre le Grand prix lors de la cérémonie de clôture.

## Jurys

### Compétition
| Nom | Nom                                  | Qualité                                 | Nationalité            |
| --- | ------------------------------------ | --------------------------------------- | ---------------------- |
|     | Steven Spielberg (président du jury) | Réalisateur, scénariste et producteur   | États-Unis             |
|     | Daniel Auteuil                       | Acteur et réalisateur                   | France                 |
|     | Vidya Balan                          | Actrice                                 | Inde                   |
|     | Naomi Kawase                         | Réalisatrice                            | Japon                  |
|     | Nicole Kidman                        | Actrice et productrice                  | Australie / États-Unis |
|     | Ang Lee                              | Réalisateur, scénariste et producteur   | Taïwan                 |
|     | Cristian Mungiu                      | Réalisateur, scénariste et producteur   | Roumanie               |
|     | Lynne Ramsay                         | Réalisatrice, scénariste et productrice | Royaume-Uni            |
|     | Christoph Waltz                      | Acteur                                  | Autriche / Allemagne   |

### Caméra d'or
| Nom                              | Qualité                                                                                    | Nationalité |
| -------------------------------- | ------------------------------------------------------------------------------------------ | ----------- |
| Agnès Varda (présidente du jury) | réalisatrice                                                                               | France      |
| Michel Abramowicz                | directeur de la photographie, représentant de l'AFC                                        | France      |
| Gwénolé Bruneau                  | responsable des ventes d'une société de produits photo et cinéma, représentant de la Ficam | France      |
| Isabel Coixet                    | réalisatrice                                                                               | Espagne     |
| Éric Guirado                     | réalisateur, représentant de la SRF                                                        | France      |
| Chloé Rolland                    | critique, représentante du Syndicat français de la critique de cinéma                      | France      |
| Régis Wargnier                   | réalisateur                                                                                | France      |

### Un certain regard
| Nom                                   | Qualité                                  | Nationalité |
| ------------------------------------- | ---------------------------------------- | ----------- |
| Thomas Vinterberg (président du jury) | réalisateur                              | Danemark    |
| Enrique Gonzalez Macho                | producteur, distributeur, exploitant     | Espagne     |
| Ludivine Sagnier                      | actrice                                  | France      |
| Ilda Santiago                         | directrice du Festival de Rio de Janeiro | Brésil      |
| Zhang Ziyi                            | actrice                                  | Chine       |

### Cinéfondation et courts métrages
| Nom                               | Qualité                              | Nationalité      |
| --------------------------------- | ------------------------------------ | ---------------- |
| Jane Campion (présidente du jury) | réalisatrice et scénariste           | Nouvelle-Zélande |
| Maji-da Abdi                      | actrice, réalisatrice et productrice | Éthiopie         |
| Nicoletta Braschi                 | actrice et productrice               | Italie           |
| Nandita Das                       | actrice et réalisatrice              | Inde             |
| Semih Kaplanoğlu                  | réalisateur et producteur            | Turquie          |

## Sélections

### Sélection officielle

#### Compétition
La sélection officielle en compétition se compose de 20 films :
| Titre                                             | Réalisation            | Pays        | Distribution                                            |
| ------------------------------------------------- | ---------------------- | ----------- | ------------------------------------------------------- |
| Un château en Italie                              | Valeria Bruni Tedeschi | France      | Louis Garrel, Xavier Beauvois, Valeria Bruni Tedeschi   |
| Inside Llewyn Davis                               | Joel et Ethan Coen     | États-Unis  | Oscar Isaac, Carey Mulligan, Justin Timberlake          |
| Michael Kohlhaas                                  | Arnaud des Pallières   | France      | Mads Mikkelsen, Bruno Ganz, Sergi López                 |
| Jimmy P. (Psychothérapie d'un Indien des Plaines) | Arnaud Desplechin      | France      | Benicio del Toro, Mathieu Amalric                       |
| Heli                                              | Amat Escalante         | Mexique     | Armando Espitia, Andrea Vergara, Juan Eduardo Palacios  |
| Le Passé                                          | Asghar Farhadi         | Iran        | Bérénice Bejo, Tahar Rahim, Ali Mossafa                 |
| The Immigrant                                     | James Gray             | États-Unis  | Marion Cotillard, Joaquin Phoenix, Jeremy Renner        |
| Grigris                                           | Mahamat Saleh Haroun   | Tchad       | Souleymane Démé, Cyril Gueï, Marius Yelolo              |
| Only Lovers Left Alive                            | Jim Jarmusch           | Royaume-Uni | Tilda Swinton, Tom Hiddleston, John Hurt                |
| A Touch of Sin (Tian Zhu Ding)                    | Jia Zhangke            | Chine       | Jiang Wu (en), Meng Li, Zhao Tao                        |
| Tel père, tel fils (Soshite Chichi Ni Naru)       | Hirokazu Kore-eda      | Japon       | Masaharu Fukuyama, Machiko Ono                          |
| La Vie d'Adèle                                    | Abdellatif Kechiche    | France      | Léa Seydoux, Adèle Exarchopoulos                        |
| Shield of Straw (Wara no Tate)                    | Takashi Miike          | Japon       | Tatsuya Fujiwara, Nanako Matsushima                     |
| Jeune et jolie                                    | François Ozon          | France      | Marine Vacth, Géraldine Pailhas, Charlotte Rampling     |
| Nebraska                                          | Alexander Payne        | États-Unis  | Bruce Dern, Will Forte, June Squibb                     |
| La Vénus à la fourrure (Venus in Fur)             | Roman Polanski         | France      | Emmanuelle Seigner, Mathieu Amalric                     |
| Ma vie avec Liberace (Behind the Candelabra)      | Steven Soderbergh      | États-Unis  | Michael Douglas, Matt Damon                             |
| La grande bellezza                                | Paolo Sorrentino       | Italie      | Toni Servillo, Sabrina Ferilli                          |
| Borgman                                           | Alex van Warmerdam     | Pays-Bas    | Jan Bijvoet, Jeroen Perceval, Hadewych Minis            |
| Only God Forgives                                 | Nicolas Winding Refn   | Danemark    | Ryan Gosling, Kristin Scott Thomas, Vithaya Pansringarm |

#### Un certain regard
La section Un certain regard comprend 18 films :
| Titre                                                                | Réalisation        | Pays          |
| -------------------------------------------------------------------- | ------------------ | ------------- |
| The Bling Ring (film d'ouverture)                                    | Sofia Coppola      | États-Unis    |
| Omar                                                                 | Hany Abu-Assad     | Palestine     |
| Death March                                                          | Adolfo Alix Jr.    | Philippines   |
| Fruitvale Station en compétition pour la Caméra d'or                 | Ryan Coogler       | États-Unis    |
| Les Salauds                                                          | Claire Denis       | France        |
| Norte, la fin de l'histoire (Norte, hangganan ng kasaysayan)         | Lav Diaz           | Philippines   |
| Tandis que j'agonise (As I Lay Dying)                                | James Franco       | États-Unis    |
| Aux mains des hommes (Tore tanzt) en compétition pour la Caméra d'or | Katrin Gebbe       | Allemagne     |
| Miele en compétition pour la Caméra d'or                             | Valeria Golino     | Italie France |
| L'Inconnu du lac                                                     | Alain Guiraudie    | France        |
| Bends en compétition pour la Caméra d'or                             | Flora Lau          | Hong Kong     |
| L'Image manquante                                                    | Rithy Panh         | Cambodge      |
| Le Médecin de famille (Wakolda)                                      | Lucía Puenzo       | Argentine     |
| Rêves d'or (La jaula de oro) en compétition pour la Caméra d'or      | Diego Quemada-Díez | Mexique       |
| Les manuscrits ne brûlent pas                                        | Mohammad Rasoulof  | Iran          |
| Sarah préfère la course en compétition pour la Caméra d'or           | Chloé Robichaud    | Canada        |
| My Sweet Pepper Land                                                 | Hiner Saleem       | Kurdistan     |
| Grand Central                                                        | Rebecca Zlotowski  | France        |

#### Hors compétition
| Titre                                                    | Réalisation     | Pays                 |
| -------------------------------------------------------- | --------------- | -------------------- |
| Gatsby le Magnifique (The Great Gatsby) film d'ouverture | Baz Luhrmann    | Australie États-Unis |
| Zulu film de clôture                                     | Jérôme Salle    | France               |
| Blood Ties                                               | Guillaume Canet | France États-Unis    |
| All Is Lost                                              | J. C. Chandor   | États-Unis           |
| Le Dernier des injustes                                  | Claude Lanzmann | France               |

##### Séances de minuit
| Titre                                               | Réalisation | Pays             |
| --------------------------------------------------- | ----------- | ---------------- |
| Monsoon Shootout en compétition pour la Caméra d'or | Amit Kumar  | Inde Royaume-Uni |
| Blind Detective (盲探)                              | Johnnie To  | Hong Kong        |

##### Séances spéciales
| Titre                                                           | Réalisation                                                | Pays         |
| --------------------------------------------------------------- | ---------------------------------------------------------- | ------------ |
| Bombay Talkies                                                  | Zoya Akhtar, Dibakar Banerjee, Karan Johar, Anurag Kashyap | Inde         |
| Muhammad Ali's Greatest Fight                                   | Stephen Frears                                             | États-Unis   |
| Né quelque part en compétition pour la Caméra d'or              | Mohamed Hamidi                                             | France Maroc |
| Corps et Biens (Otdat Konci) en compétition pour la Caméra d'or | Taisia Igumentseva                                         | Russie       |
| Le Cœur battant (Stop the Pounding Heart)                       | Roberto Minervini                                          | Italie       |
| Max Rose                                                        | Daniel Noah                                                | États-Unis   |
| Weekend of a Champion                                           | Roman Polanski, Frank Simon                                | Royaume-Uni  |
| Seduced and Abandoned                                           | James Toback                                               | États-Unis   |

#### Courts métrages
| Titre                       | Réalisation                 | Pays               |
| --------------------------- | --------------------------- | ------------------ |
| More than Two Hours         | Ali Asgari                  | Iran               |
| Condom Lead                 | Arab et Tarzan Nasser       | Palestine Jordanie |
| Olena                       | Elzbieta Benkowska          | Pologne            |
| Safe                        | Moon Byoung-gon             | Corée du Sud       |
| Mont-Blanc                  | Gilles Coulier              | Belgique           |
| Whale Valley                | Gudmundur Arnar Gudmundsson | Islande Danemark   |
| The Meteorite and Impotence | Omoi Sasaki                 | Japon              |
| 37°4 S                      | Adriano Valerio             | France             |
| Ophelia                     | Annarita Zambrano           | France             |

#### Cinéfondation
| Titre                             | Réalisation                   | École                                             | Pays               |
| --------------------------------- | ----------------------------- | ------------------------------------------------- | ------------------ |
| The Norm of Life                  | Evgeny Byalo                  | High Courses for Scriptwriters and Film Directors | Russie             |
| The Magnificent Lion Boy          | Ana Caro                      | National Film and Television School               | Royaume-Uni        |
| O Šunce                           | Eliška Chytkova               | Université Tomáš Baťa                             | République tchèque |
| Duet                              | Navid Danesh                  | Karnameh Film School                              | Iran               |
| Babaga                            | Gan de Lange                  | The Sam Spiegel Film and TV School                | Israël             |
| Needle                            | Anahita Ghazvinizaddeh        | Institut d'art de Chicago                         | États-Unis         |
| En attendant le dégel             | Sarah Hirtt                   | INSAS                                             | Belgique           |
| Contrafabula de una niña disecada | Alejandro Iglesias Mendizabal | Centro de Capacitación Cinematográfica            | Mexique            |
| Stepsister                        | Joey Izzo                     | Université d'État de San Francisco                | États-Unis         |
| Au-delà de l'hiver                | Jow Zhi Wei                   | Le Fresnoy                                        | France             |
| În acvariu                        | Tudor Cristian Jurgiu         | UNATC                                             | Roumanie           |
| Seon                              | Kim Soo-jim                   | Université Chung-Ang                              | Corée du Sud       |
| Asunciòn                          | Camila Luna Toledo            | Université pontificale catholique du Chili        | Chili              |
| Going South                       | Jefferson Moneo               | Université Columbia                               | États-Unis         |
| Danse macabre                     | Małgorzata Rzanek             | Académie des beaux-arts de Varsovie               | Pologne            |
| Mañana todas las cosas            | Sebastián Schjaer             | UCINE                                             | Argentine          |
| Exil                              | Vladilen Vierny               | Fémis                                             | France             |
| Pandy                             | Matúš Vizar                   | Académie du film de Prague                        | République tchèque |

#### Cannes Classics

##### Fiction
| Titre                            | Réalisation | Pays                            | Date |
| -------------------------------- | --- | ------------------------------- | ---- |
| Vertigo                          | Alfred Hitchcock | États-Unis                      | 1958 |
| La Grande Bouffe                 | Marco Ferreri | France Italie                   | 1973 |
| Cléopatre                        | Joseph L. Mankiewicz | Royaume-Uni États-Unis          | 1963 |
| Visions of Eight                 | Youri Ozerov, Miloš Forman, Mai Zetterling, Claude Lelouch, Arthur Penn, Michael Pfleghar, John Schlesinger, Kon Ichikawa | États-Unis Allemagne            | 1973 |
| La Reine Margot                  | Patrice Chéreau | France                          | 1994 |
| Charulata                        | Satyajit Ray | Inde                            | 1964 |
| Le Goût du saké                  | Yasujirô Ozu | Japon                           | 1962 |
| Le Joli Mai                      | Chris Marker | France                          | 1963 |
| Goha                             | Jacques Baratier | France Tunisie                  | 1957 |
| Lucky Luciano                    | Francesco Rosi | États-Unis Italie               | 1973 |
| Le Désert des Tartares           | Valerio Zurlini | Italie                          | 1976 |
| L'Apprentissage de Duddy Kravitz | Ted Kotcheff | Canada                          | 1974 |
| Les Parapluies de Cherbourg      | Jacques Demy | France                          | 1964 |
| Hiroshima mon amour              | Alain Resnais | France Japon                    | 1959 |
| Borom Sarret                     | Ousmane Sembène | Sénégal                         | 1969 |
| Manille                          | Lino Brocka | Philippines                     | 1975 |
| La Dernière Corvée               | Hal Ashby | États-Unis                      | 1973 |
| Le Dernier Empereur              | Bernardo Bertolucci | Royaume-Uni Italie France Chine | 1987 |
| Fedora Remastered                | Billy Wilder | France Allemagne                | 1978 |
| Plein Soleil                     | René Clément | France                          | 1960 |

##### Documentaires
| Titre                                                              | Réalisation    | Pays        | Sujet                                     |
| ------------------------------------------------------------------ | -------------- | ----------- | ----------------------------------------- |
| Une histoire d'enfants et le cinéma (A Story of Children and Film) | Mark Cousins   | Royaume-Uni | L'enfance au cinéma                       |
| Retourne à tes fourneaux (Con la Pata Quebrada)                    | Diego Galán    | Espagne     | La femme dans le cinéma espagnol          |
| Shepard and Dark, en compétition pour la Caméra d'or               | Treva Wurmfeld | États-Unis  | L'amitié entre Sam Shepard et Johnny Dark |

#### Cinéma de la Plage
| Titre                                      | Réalisation                             | Pays          | Date |
| ------------------------------------------ | --------------------------------------- | ------------- | ---- |
| Le Grand Bleu                              | Luc Besson                              | France        | 1988 |
| L'Homme de Rio                             | Philippe de Broca                       | France Italie | 1964 |
| Les Oiseaux                                | Alfred Hitchcock                        | États-Unis    | 1963 |
| Le Mécano de la « General »                | Buster Keaton                           | États-Unis    | 1926 |
| Le Tombeur de ces dames                    | Jerry Lewis                             | États-Unis    | 1961 |
| Bollywood - la plus belle histoire d'amour | Rakeysh Omprakash Mehra, Jeff Zimbalist | Inde          | 2011 |
| Monte là-dessus !                          | Fred C. Newmeyer, Sam Taylor            | États-Unis    | 1923 |
| Siméon                                     | Euzhan Palcy                            | France        | 1992 |
| Les Dents de la mer                        | Steven Spielberg                        | États-Unis    | 1975 |
| Jour de fête                               | Jacques Tati                            | France        | 1949 |

### Quinzaine des réalisateurs

#### Longs métrages
| Titre                                                                  | Réalisation          | Pays                       |
| ---------------------------------------------------------------------- | -------------------- | -------------------------- |
| L'Escale en compétition pour la Caméra d'or                            | Kaveh Bakhtiari      | Suisse                     |
| Le Géant égoïste (The Selfish Giant)                                   | Clio Barnard         | Royaume-Uni                |
| Tip Top                                                                | Serge Bozon          | Luxembourg France Belgique |
| Ilo Ilo en compétition pour la Caméra d'or                             | Anthony Chen         | Singapour                  |
| Après la nuit (Até ver a luz) en compétition pour la Caméra d'or       | Basil da Cunha       | Suisse                     |
| Les Garçons et Guillaume, à table ! en compétition pour la Caméra d'or | Guillaume Gallienne  | France Belgique            |
| La danza de la realidad                                                | Alejandro Jodorowsky | Chili                      |
| Ugly                                                                   | Anurag Kashyap       | Inde                       |
| On the Job                                                             | Erik Matti           | Philippines                |
| We Are What We Are                                                     | Jim Mickle           | États-Unis                 |
| Le Cours étrange des choses                                            | Raphaël Nadjari      | Israël                     |
| Un voyageur                                                            | Marcel Ophüls        | France                     |
| Jodorowsky's Dune en compétition pour la Caméra d'or                   | Frank Pavich         | États-Unis                 |
| La Fille du 14 juillet en compétition pour la Caméra d'or              | Antonin Peretjatko   | France                     |
| Les Apaches en compétition pour la Caméra d'or                         | Thierry de Peretti   | France                     |
| Last Days on Mars en compétition pour la Caméra d'or                   | Ruairi Robinson      | Royaume-Uni                |
| L'Été des poissons volants (El verano de los peces voladores)          | Marcela Said         | Chili                      |
| Blue Ruin                                                              | Jeremy Saulnier      | États-Unis                 |
| Magic Magic                                                            | Sebastian Silva      | Chili / États-Unis         |

#### Séances spéciales
| Titre                                      | Réalisation    | Pays                                 |
| ------------------------------------------ | -------------- | ------------------------------------ |
| Le Congrès (The Congress) film d'ouverture | Ari Folman     | Israël Pologne Luxembourg États-Unis |
| Top of the Lake (épisodes 1 et 2)          | Jane Campion   | Australie États-Unis Royaume-Uni     |
| Henri film de clôture                      | Yolande Moreau | Belgique                             |

#### Courts métrages
| Titre                                                                      | Réalisation           | Pays        |
| -------------------------------------------------------------------------- | --------------------- | ----------- |
| Dahus                                                                      | João Nicolau          | Portugal    |
| Bruine                                                                     | Dénes Nagy            | Hongrie     |
| Le quepa sur la vilni !                                                    | Yann Le Quellec       | France      |
| Man kann nicht auf einmal alles tun, aber man kann auf einmal alles lassen | Marie-Elsa Sgualdo    | Suisse      |
| O umbra de nor                                                             | Radu Jude             | Roumanie    |
| Un peu plus d'un mois                                                      | André Novais Oliveira | Brésil      |
| Que je tombe tout le temps                                                 | Eduardo Williams      | Argentine   |
| Solecito                                                                   | Oscar Ruiz Navia      | Colombie    |
| Swimmer                                                                    | Lynne Ramsay          | Royaume-Uni |

### Semaine de la critique

#### Longs métrages
| Titre                                                           | Réalisation                       | Pays                  |
| --------------------------------------------------------------- | --------------------------------- | --------------------- |
| The Lunchbox (Dabba) en compétition pour la Caméra d'or         | Ritesh Batra                      | Inde France Allemagne |
| Le Major (Майор)                                                | Youri Bykov                       | Russie                |
| Salvo en compétition pour la Caméra d'or                        | Fabio Grassadonia, Antonio Piazza | Italie France         |
| Nos héros sont morts ce soir en compétition pour la Caméra d'or | David Perrault                    | France                |
| Le Démantèlement                                                | Sébastien Pilote                  | Canada                |
| Los dueños en compétition pour la Caméra d'or                   | Agustin Toscano, Ezequiel Radusky | Argentine             |
| For Those in Peril en compétition pour la Caméra d'or           | Paul Wright                       | Royaume-Uni           |

#### Courts métrages
| Titre              | Réalisation      | Pays           |
| ------------------ | ---------------- | -------------- |
| Come and Play      | Daria Belova     | Allemagne      |
| Breathe Me         | Han Eun-young    | Corée du Sud   |
| Océan              | Emmanuel Laborie | France         |
| The Opportunist    | David Lassiter   | États-Unis     |
| Vikingar           | Magali Magistry  | France Islande |
| Pátio              | Ali Muritiba     | Brésil         |
| Agit Pop           | Nicolas Pariser  | France         |
| Tau Seru           | Rodd Rathjen     | Inde Australie |
| Pleasure           | Ninja Thyberg    | Suède          |
| La Lampe au beurre | Yak Hu Wei       | Chine France   |

#### Séances spéciales

##### Longs métrages
| Titre                                                            | Réalisation                                  | Pays            |
| ---------------------------------------------------------------- | -------------------------------------------- | --------------- |
| Suzanne film d'ouverture                                         | Katell Quillévéré                            | France          |
| Les Rencontres d'après minuit en compétition pour la Caméra d'or | Yann Gonzalez                                | France          |
| Les Amants du Texas (Ain't Them Bodies Saints)                   | David Lowery                                 | États-Unis      |
| 3x3D film de clôture                                             | Peter Greenaway, Jean-Luc Godard, Edgar Pêra | France Portugal |

##### Courts et moyens métrages
| Titre                      | Réalisation                     | Pays   |
| -------------------------- | ------------------------------- | ------ |
| Welcome to China           | Olivier Ayache-Vidal            | France |
| Aurore boréale             | Keren Ben Rafael                | France |
| Putain de lune             | Lou Bohringer                   | France |
| Zygomatiques               | Stephen Cafiero                 | France |
| L'Homme à la tête de kraft | Thierry Dupety, Sandra Joubeaud | France |
| Tout doit disparaître      | Thibault Durand                 | France |
| Un chien de ma chienne     | Fabien Gorgeart                 | France |

### ACID
| Titre                       | Réalisation                          | Pays               |
| --------------------------- | ------------------------------------ | ------------------ |
| Wajma                       | Barmak Akram                         | France Afghanistan |
| Deux automnes trois hivers  | Sébastien Betbeder                   | France             |
| Grandir (Ô Heureux Jours !) | Dominique Cabrera                    | France             |
| Au bord du Monde            | Claus Drexel                         | France             |
| Swandown                    | Andrew Kotting                       | Royaume-Uni        |
| C'est eux les chiens...     | Hicham Lasri                         | Maroc              |
| Braddock America            | Jean-Loïc Portron, Gabriella Kessler | France             |
| La Bataille de Solférino    | Justine Triet                        | France             |
| The Strange Little Cat      | Ramon Zürcher                        | Allemagne          |

## Palmarès

### Palmarès officiel

#### Compétition
| Prix                            | Attribué à | Pays             |
| ------------------------------- | --- | ---------------- |
| Palme d'or                      | La Vie d'Adèle d'Abdellatif Kechiche (à l'unanimité) (prix co-distinguant le réalisateur et les actrices Léa Seydoux et Adèle Exarchopoulos) | France           |
| Grand prix                      | Inside Llewyn Davis de Joel et Ethan Coen | États-Unis       |
| Prix d'interprétation masculine | Bruce Dern dans Nebraska | États-Unis       |
| Prix d'interprétation féminine  | Bérénice Bejo dans Le Passé | France Argentine |
| Prix de la mise en scène        | Amat Escalante pour Heli | Mexique          |
| Prix du scénario                | Jia Zhangke pour A Touch of Sin | Chine            |
| Prix du jury                    | Tel père, tel fils d'Hirokazu Kore-eda | Japon            |

#### Caméra d'or
| Prix        | Attribué à             | Pays      |
| ----------- | ---------------------- | --------- |
| Caméra d'or | Ilo Ilo d'Anthony Chen | Singapour |

#### Un certain regard
| Prix                       | Attribué à                                                 | Pays       |
| -------------------------- | ---------------------------------------------------------- | ---------- |
| Prix « Un certain regard » | L'Image manquante de Rithy Panh                            | Cambodge   |
| Prix du jury               | Omar d'Hany Abu-Assad                                      | Palestine  |
| Prix de la mise en scène   | Alain Guiraudie pour L'Inconnu du lac                      | France     |
| Prix « Un talent certain » | L’ensemble des acteurs de Rêves d'or de Diego Quemada-Diez | Mexique    |
| Prix de l'avenir           | Fruitvale Station de Ryan Coogler                          | États-Unis |

#### Cinéfondation
| Prix     | Attribué à            | École                                          |
| -------- | --------------------- | ---------------------------------------------- |
| 1er Prix | Needle                | Institut d'art de Chicago, États-Unis          |
| 2e Prix  | En attendant le dégel | INSAS, Belgique                                |
| 3e Prix  | Pandy                 | Académie du film de Prague, République tchèque |
| 3e Prix  | În acvariu            | UNATC, Roumanie                                |

#### Courts métrages
| Prix                          | Attribué à                                  | Pays             |
| ----------------------------- | ------------------------------------------- | ---------------- |
| Palme d'or du court métrage   | Safe de Byoung-gon Moon                     | Corée du Sud     |
| Prix du jury du court métrage | Whale Valley de Gudmundur Arnar Gudmundsson | Islande Danemark |
| Prix du jury du court métrage | 37°4 S d'Adriano Valerio                    | France           |

### Quinzaine des réalisateurs
| Prix                                          | Attribué à                                                 | Pays             |
| --------------------------------------------- | ---------------------------------------------------------- | ---------------- |
| Art Cinema Award (CICAE)                      | Les Garçons et Guillaume, à table ! de Guillaume Gallienne | France Belgique  |
| Prix SACD                                     | Les Garçons et Guillaume, à table ! de Guillaume Gallienne | France Belgique  |
| Prix SACD - Mention spéciale                  | Tip Top de Serge Bozon                                     | France           |
| Label Europa Cinema                           | Le Géant égoïste de Clio Barnard                           | Royaume-Uni      |
| Prix Illy du court métrage                    | Dahus de João Nicolau                                      | Portugal         |
| Prix Illy du court métrage - Mention spéciale | Un peu plus d'un mois d'André Novais Oliveira              | Brésil           |
| Carrosse d'or                                 | Jane Campion                                               | Nouvelle-Zélande |

### Semaine de la critique
| Prix                             | Attribué à                                   | Pays      |
| -------------------------------- | -------------------------------------------- | --------- |
| Grand prix                       | Salvo de Fabio Grassadonia et Antonio Piazza | Italie    |
| Prix SACD                        | Le Démantèlement de Sébastien Pilote         | Canada    |
| Prix découverte du court métrage | Come and Play de Daria Belova                | Allemagne |
| Prix Canal+ du court métrage     | Pleasure de Ninja Thyberg                    | Suède     |

### Autres prix
| Prix                    | Prix                       | Attribué à                                         | Pays        |
| ----------------------- | -------------------------- | -------------------------------------------------- | ----------- |
| Prix FIPRESCI           | Compétition                | La Vie d'Adèle d'Abdellatif Kechiche               | France      |
| Prix FIPRESCI           | Un certain regard          | Les manuscrits ne brûlent pas de Mohammad Rasoulof | Iran        |
| Prix FIPRESCI           | Quinzaine des réalisateurs | Blue Ruin de Jeremy Saulnier                       | États-Unis  |
| Prix du jury œcuménique | Compétition                | Le Passé d'Asghar Farhadi                          | Iran        |
| Prix du jury œcuménique | Mention spéciale           | Like Father, Like Son de Hirokazu Kore-eda         | Japon       |
| Prix de la jeunesse     | Prix de la jeunesse        | Jury-jeunes non constitué                          |             |
| Queer Palm              | Queer Palm                 | L'Inconnu du lac d'Alain Guiraudie                 | France      |
| Prix François-Chalais   | Prix François-Chalais      | Grand Central de Rebecca Zlotowski                 | France      |
| Trophée Chopard         | Révélation féminine        | Blanca Suárez                                      | Espagne     |
| Trophée Chopard         | Révélation masculine       | Jeremy Irvine                                      | Royaume-Uni |
| Palme dog               | Palme dog                  | Baby Boy dans Ma vie avec Liberace                 | États-Unis  |